# John W. H. Underwood

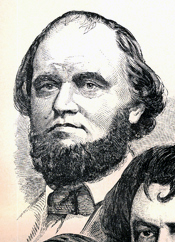
John W. H. Underwood

John William Henderson Underwood (* 20. November 1816 in Ellenton, Colquitt County, Georgia; † 18. Juli 1888 in Rome, Georgia) war ein US-amerikanischer Politiker. Zwischen 1859 und 1861 vertrat er den Bundesstaat Georgia im US-Repräsentantenhaus.

## Werdegang
John Underwood besuchte die öffentlichen Schulen seiner Heimat. Nach einem anschließenden Jurastudium und seiner im Jahr 1835 erfolgten Zulassung als Rechtsanwalt begann er Clarkesville in seinem neuen Beruf zu arbeiten. Zwischen 1843 und 1847 war er leitender Staatsanwalt im westlichen Gerichtsbezirk von Georgia. Politisch war Underwood Mitglied der Demokratischen Partei. Im Jahr 1850 nahm er als Delegierter an einer Versammlung zur Überarbeitung der Verfassung von Georgia teil. 1857 war er Delegierter auf dem Staatsparteitag der Demokraten; von 1857 bis 1859 war er Abgeordneter im Repräsentantenhaus von Georgia und dessen Vorsitzender.
Bei den Kongresswahlen des Jahres 1858 wurde Underwood im fünften Wahlbezirk von Georgia in das US-Repräsentantenhaus in Washington, D.C. gewählt, wo er am 4. März 1859 die Nachfolge von Augustus Romaldus Wright antrat. Nachdem der Staat Georgia seinen Austritt aus der Union erklärt hatte, legte Underwood sein Mandat im Kongress am 21. Januar 1861 nieder. Seine gesamte Zeit im US-Repräsentantenhaus war von den Diskussionen und Ereignissen im unmittelbaren Vorfeld des Bürgerkrieges bestimmt.
Während des folgenden Bürgerkrieges diente Underwood als Brigadeinspektor im Heer der Konföderation. Nach dem Krieg arbeitete er zunächst wieder als Anwalt. In den Jahren 1867 bis 1869 und von 1873 bis 1882 war er Richter am Superior Court von Georgia. 1868 war er Delegierter zur Democratic National Convention in New York. Im Jahr 1884 wurde er von US-Präsident Chester A. Arthur in die Bundeszollkommission berufen. John Underwood starb am 18. Juli 1888 in Rome.